# Abbondanza (nome)
Abbondanza  è un nome proprio di persona italiano femminile.

## Varianti in altre lingue
- Francese: Abondance[3]
- Latino: Abundantia[3]
- Spagnolo: Abundancia

## Origine e diffusione

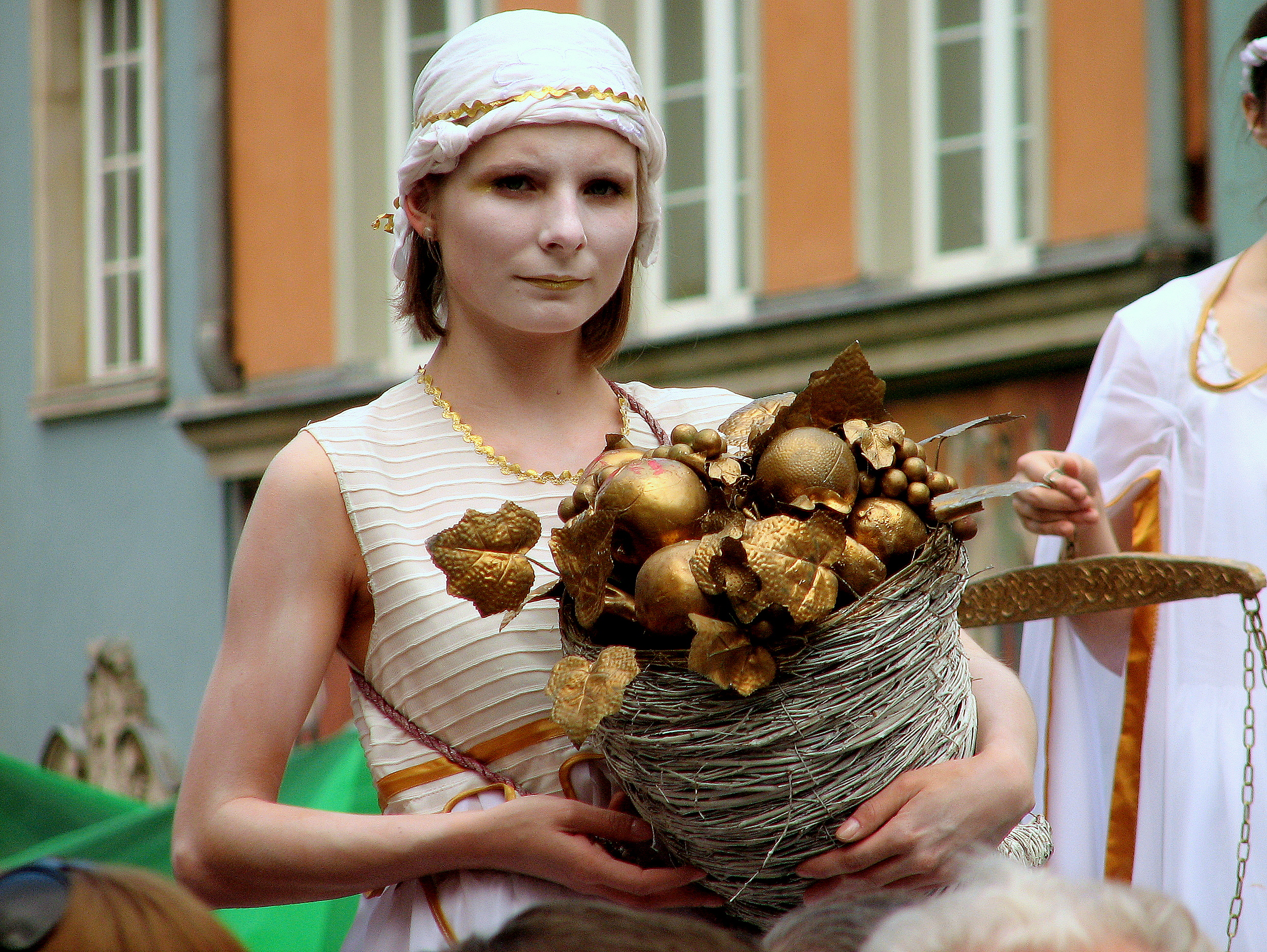
Una donna in costume allegorico rappresentate l'abbondanza

Di significato molto trasparente, deriva dal latino abundantia, "abbondanza", "ricchezza di beni" (radice alla quale risalgono anche Abbondanzio e Abbondio). Era il nome di una divinità romana, Abbondanza, considerata patrona del grano e dei granai, da cui prende il nome l'asteroide 151 Abundantia.
Era utilizzato come nome proprio in epoca romana, dapprima in ambienti pagani e poi cristiani, qui in riferimento alla ricchezza spirituale e di virtù cristiane. La sua diffusione odierna, tipica del Sud Italia e in particolare del Salento, riflette il culto della "Madonna dell'Abbondanza", patrona di Cursi e, forse, anche quello di una sant'Abbondanza, non riconosciuta però dalla Chiesa cattolica.

## Onomastico
L'onomastico si può festeggiare in diverse date:
- 29 gennaio, sant'Abbondanza, donna di Spoleto che seppellì san Gregorio dopo il suo martirio, martire a sua volta sotto Diocleziano[4]
- 15 luglio, sant'Abbondanza, anch'essa di Spoleto, eremita nella stessa grotta di sant'Onofrio; su di lei sono nate svariate improbabili leggende, e alcune fonti la considerano di fatto una rilettura in chiave cristiana della dea romana Abbondanza[3][5]
- Secondo sabato di luglio, in occasione della festa della Madonna dell'Abbondanza presso il santuario di Cursi[6]